# Condado de Galway
El condado de Galway (/ˈɡɔːlweɪ/ GAWL-way en irlandés: Contae na Gaillimhe) se encuentra en la costa oeste de Irlanda y en el mismo paralelo que Dublín. Forma parte de la provincia de Connacht. Su capital es la ciudad de Galway. El condado contiene varias áreas, conocidas como Gaeltacht.

## Descripción
El territorio tiene forma alargada transversalmente de oeste a este, con una hendidura en el centro apuntando hacia el norte, y que constituye el lago Corrib. A partir del mismo, fluye hacia el sur el habitualmente caudaloso río homónimo que desemboca en la bahía. Lo hace junto a una zona portuaria, seguida de un estuario muy marcado que se ensancha hacia el oeste formando un mar interior, conocido como bahía de Galway, delimitado por las tres islas Aran. Su punto más alto es el Binn Bhán (729 m), en la cadena de los Twelve Bens.
Este condado limita al norte con sus similares de Mayo y Roscommon, al este con los de Roscommon, Offaly y Tipperary, al sur con Tipperary y Clare, con este mismo condado al suroeste y al oeste, con el océano Atlántico.

## Localidades
- Abbeyknockmoy
- Ahascragh
- An Cheathrú Rua
- Annaghdown
- An Spidéal
- Athenry
- Baile Chláir
- Ballinasloe
- Ballinderreen
- Ballygar
- Bearna
- Cill Rónáin
- Clarinbridge
- Clifden
- Cluain Bú
- Cong
- Corrandulla
- Corrofin
- Craughwell
- Dunmore
- Eyrecourt
- Galway
- Glenamaddy
- Gort
- Headford
- Kilcolgan
- Killimor
- Kinvara
- Lackaghbeg
- Loughrea
- Maigh Cuilinn
- Milltown
- Monivea
- Mount Bellew
- Moylough
- Na Forbacha
- Oranmore
- Oughterard
- Portumna
- Rosscahill
- Roundstone
- Tuam
- Turloughmore
- Williamstown
- Woodford

## Galería

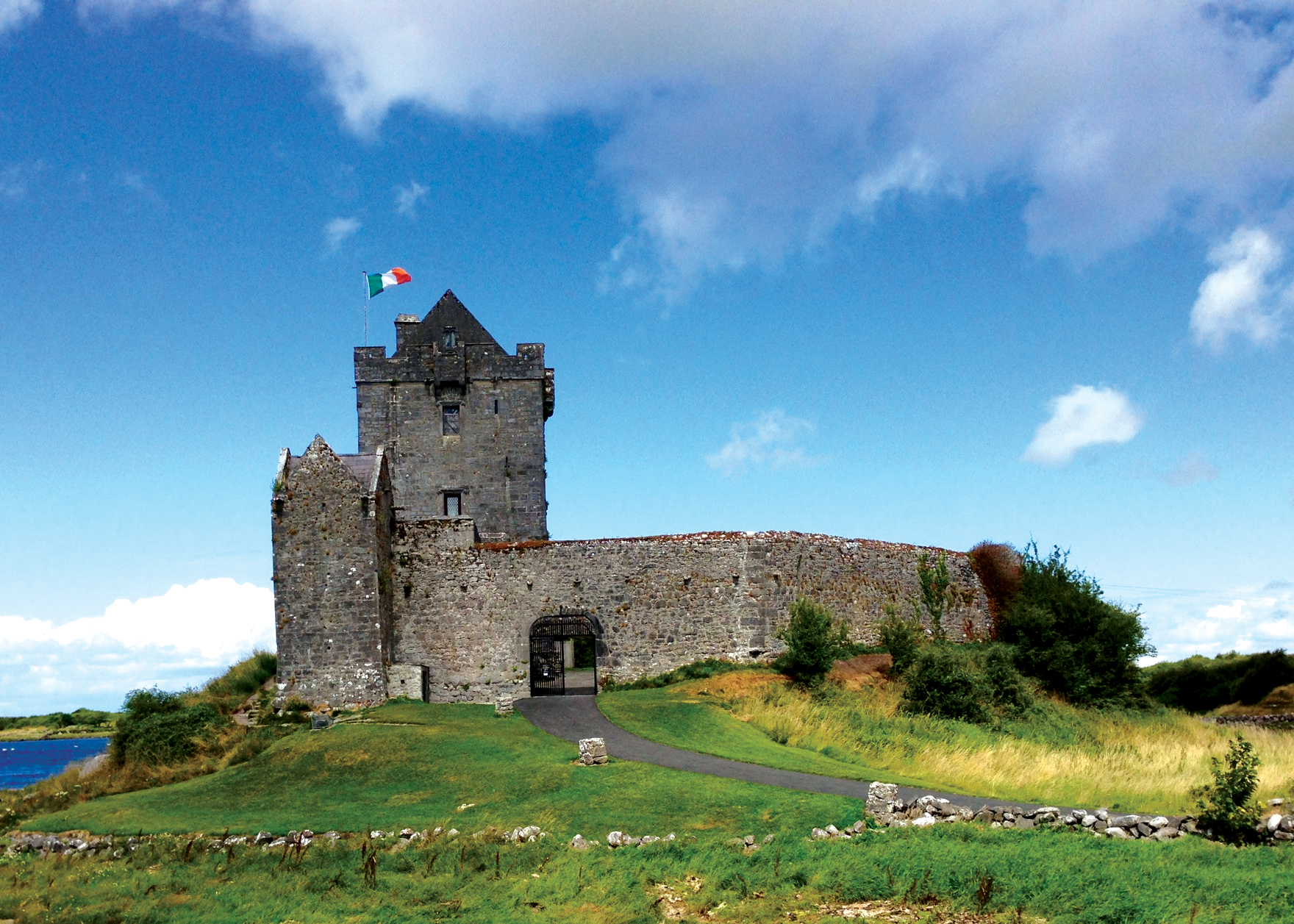
Castillo Dunguaire
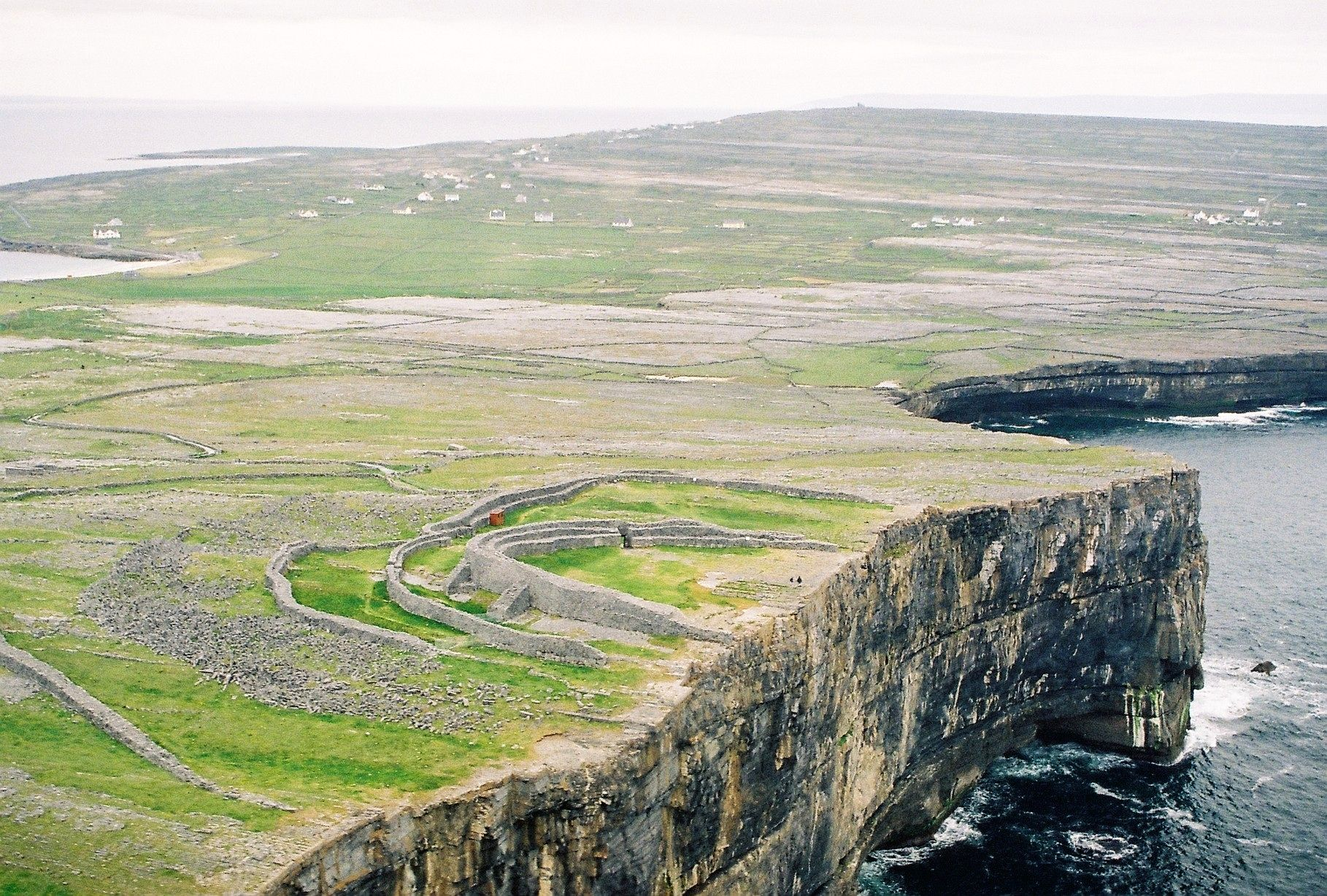
Fuerte del acantilado Dún Aengus
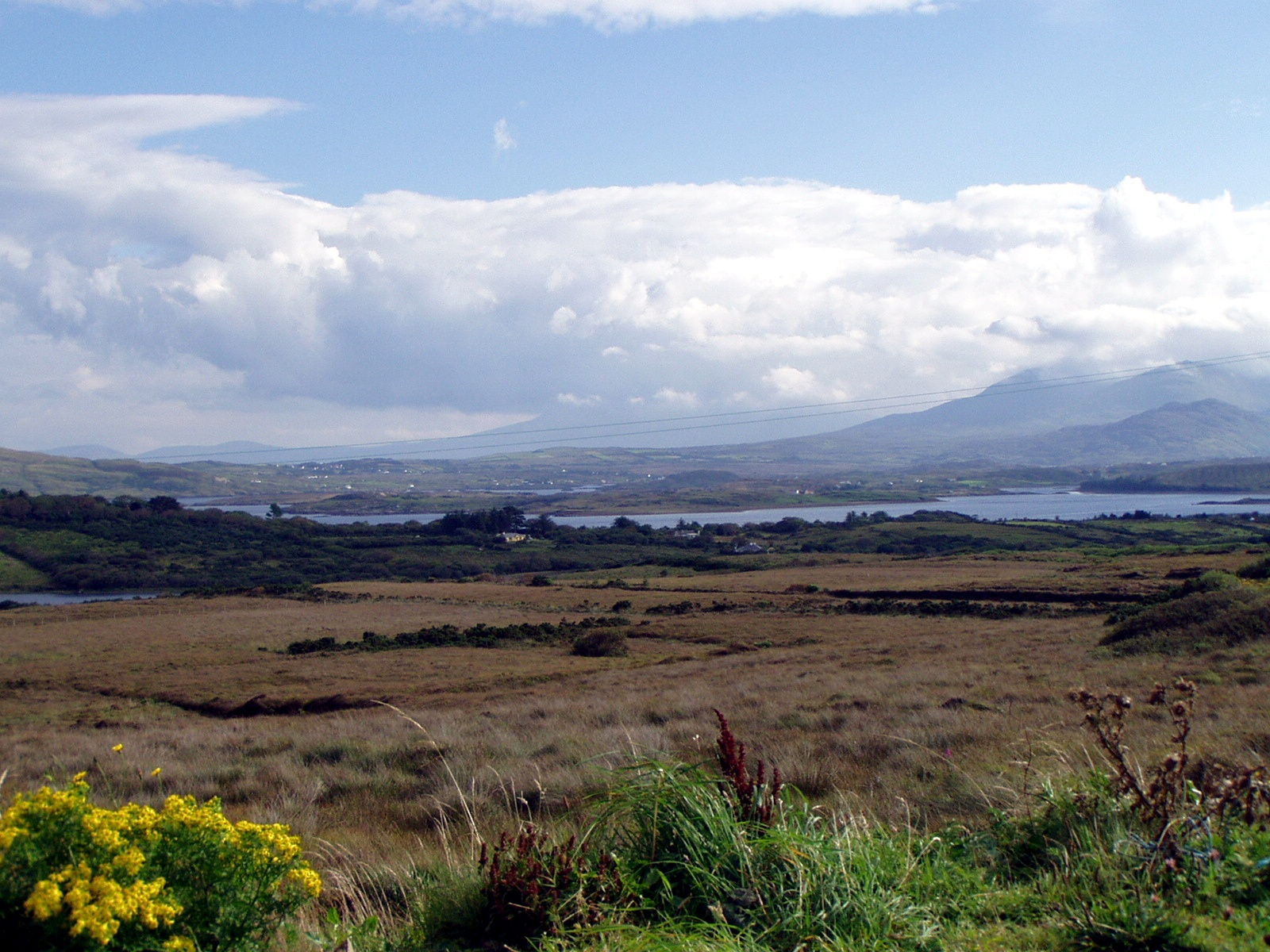
Conamara
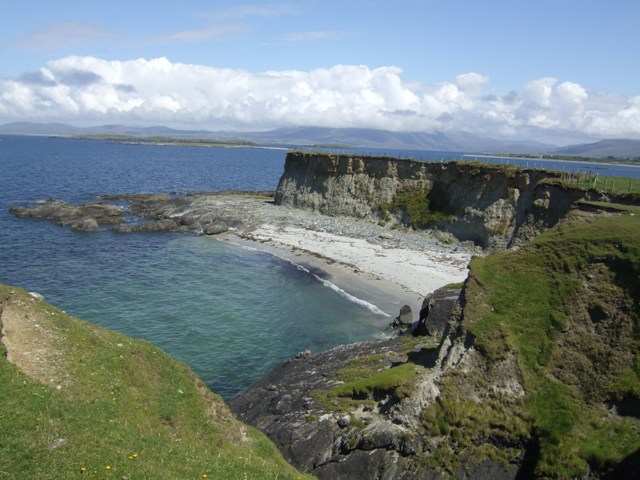
Lado norte de la Bahía Galway

## Demografía
| Gráfica de evolución de Condado de Galway entre 1600 y 2011 |
|                                                             |